# Robert Reinick
Robert Reinick (né le 22 février 1805, mort le 7 février 1852) est un peintre et poète allemand.

## Biographie
Il est né à Dantzig (actuelle Gdańsk) en 1805. Son père était un riche commerçant. Il est associé à l'École de peinture de Düsseldorf. Un de ses poèmes, Dem Vaterland (en), a été mis en musique par Hugo Wolf. Il meurt à Dresde en 1852.

## Galerie

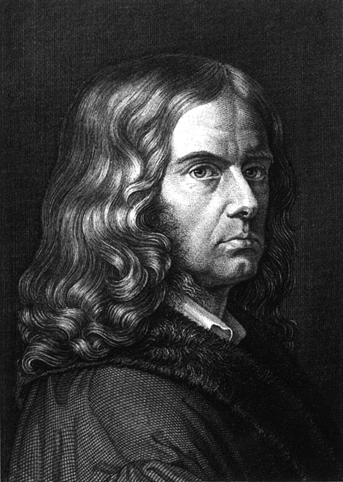
Chamisso Adelbert (1781-1838)
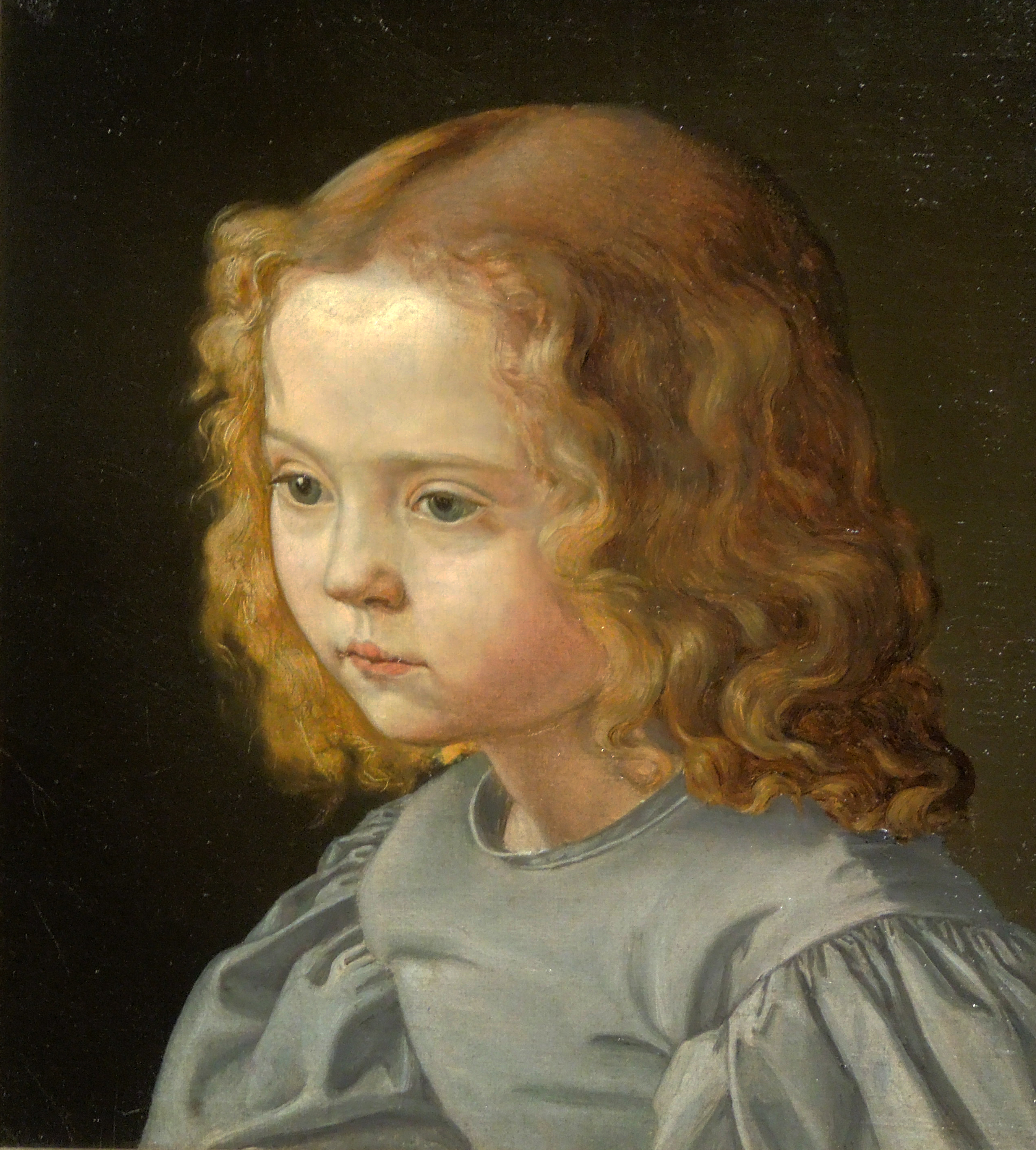
Portrait de petite fille (vers 1850)
- Märchen-, Lieder- und Geschichtenbuch publié en 1889